# Hans Schwathe
Hans (Johannes) Schwathe (28. května 1870 Strachovičky (Strachwitzthal), Slezsko – 27. října 1950 Vídeň) byl moravský a rakouský sochař a medailér.

## Život
Schwathe pocházel z chudých poměrů a po ukončení základní školy se vyučil kameníkem v Supíkovicích. Odtud odešel na Uměleckoprůmyslovou školu do Vídně (1890-1898, K.k. Kunstgewerbeschule des k.k. Österreichischen Museums für Kunst und Industrie, profesoři Otto König, August Kühne). V letech 1898-1899 byl na studijním pobytu v Itálii a po návratu se usadil ve Vídni. Tam působil jako sochař, medailér a učitel kreslení na pokračovací škole a později na katolickém učitelském ústavu ve Wühringen. Udržoval kontakty s rodným krajem a získal zde některé zakázky. Roku 1902 mu ředitel Slezského zemského muzea v Opavě Edmund Wilhelm Braun zprostředkoval první velkou zakázku na náhrobek Dr. Otto Zinsmeishera.
Schwathe se později proslavil jako sochař a medailér ve Vídni, kde vytvořil řadu mariánských soch pro tamější kostely. Vysoce ceněná byla také jeho medailérská tvorba. V závěru života pobýval několik týdnů v rodné obci Strachovičky. Na konci války byl jeho vídeňský ateliér zničen leteckou pumou. Schwathe je pochován na čestném místě na centrálním vídeňském hřbitově.

## Dílo

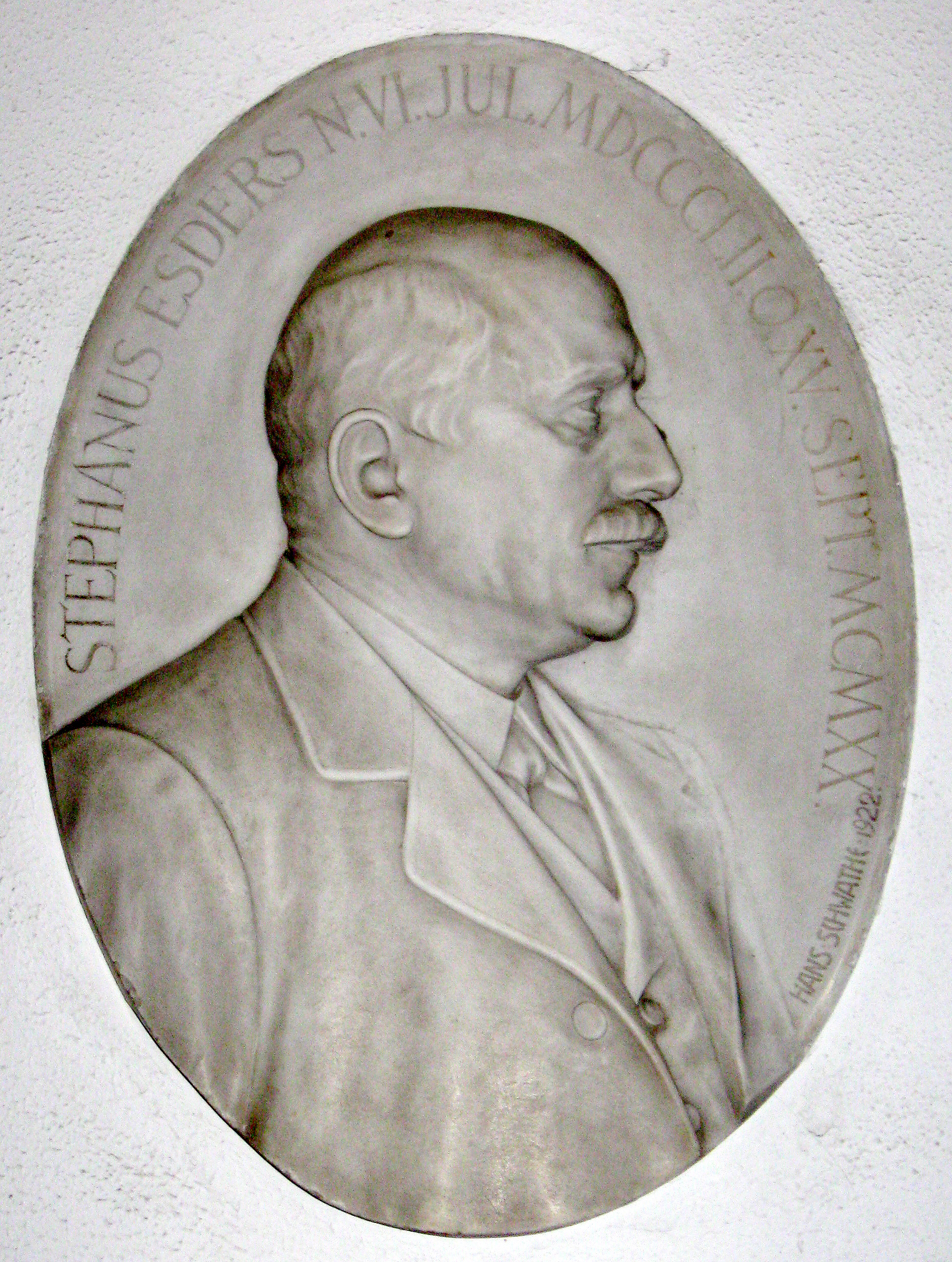
Hans Schwathe: Stephan Esders, Kaasgrabenkirche, Vídeň

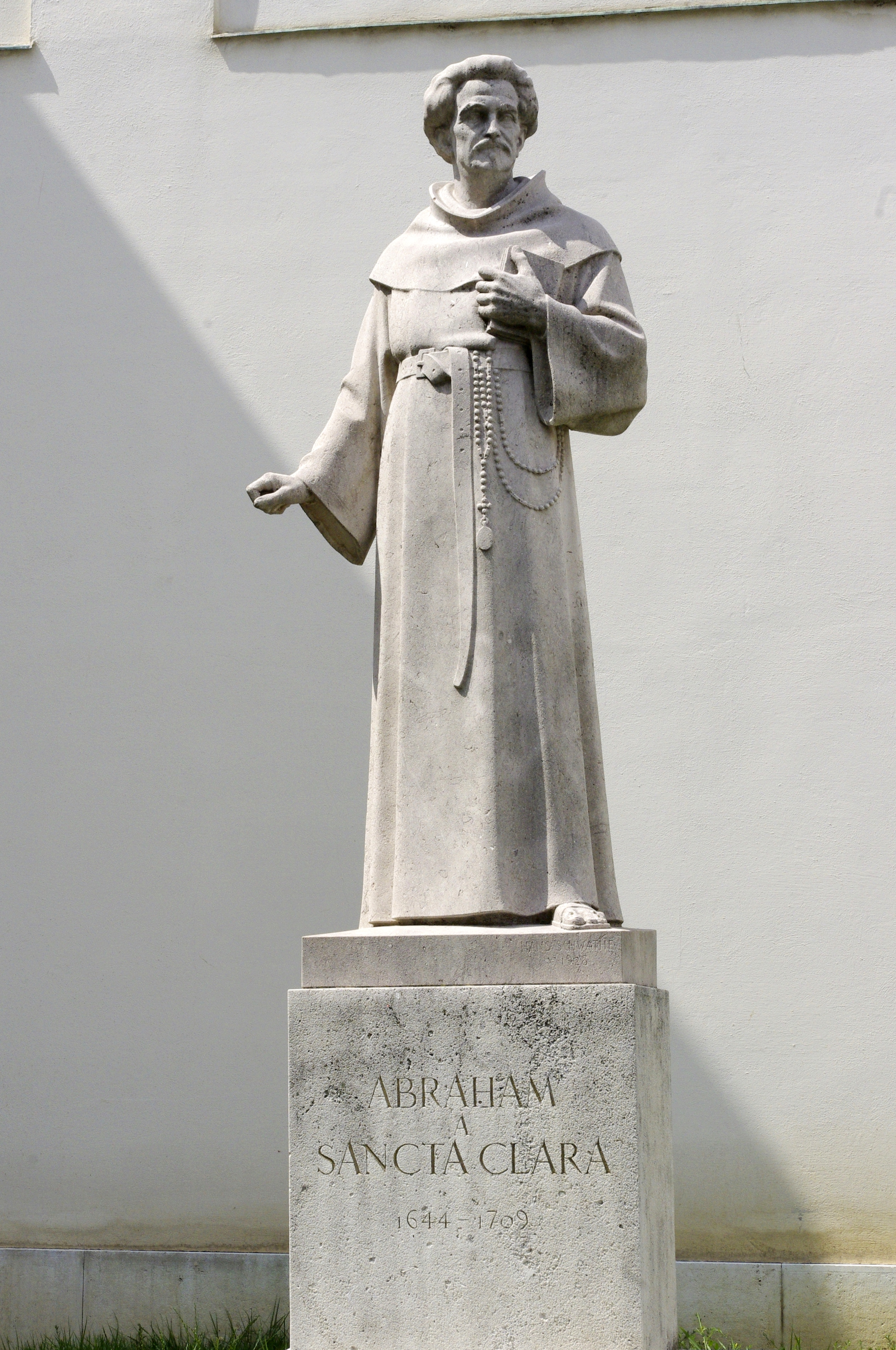
Hans Schwathe: Abraham a Santa Clara, Burggarten, Vídeň

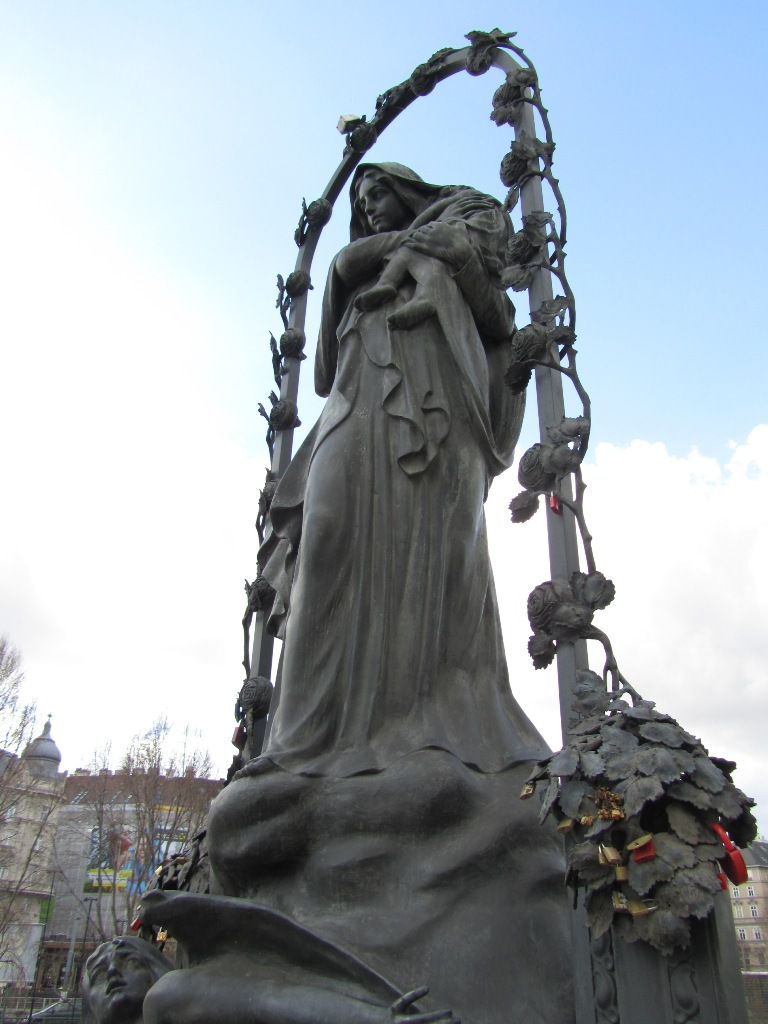
Hans Schwathe: Panna Maria, Marienbrücke, Vídeň

- 1902 Náhrobek Dr. Otto Zinsmeistera v Opavě
- 1902 Busta Otto Zinsmeistera pro nemocnici v Opavě
- kolem r. 1900 Busta císaře Franze Josefa I.[3]
- 1909 Socha panny Marie, alten Wiener Marienbrücke
- 1913 Památník Friedricha Ludwiga Jahna, evangelický kostel v Opavě
- 1913 Návrh památníku A. Stiftera pro vídeňský park "Na Tureckých šancích"[4]
- 1914 Portrét Franze Ferdinanda von Österreich-Este pro zámek Konopiště (poslední podobizna následníka trůnu před atentátem)
- 1914 Medaile Červeného kříže pro válečnou pomoc, Kriegshilfsbüro, Kriegsfürsorgeamt, Zink
- 1915 Čestná medaile pro katolické jeptišky z válečného lazaretu
- 1915 Mramorový reliéf F. Ferdinanda von Este s umírající chotí (k 1. výročí sarajevského atentátu) pro Zámek Konopiště (nezvěstný, zachována sádrová předloha)[5]
- 1928 Pomník kazatele, Abraham a Sancta Clara, Burggarten, Vídeň
- 1943 Reliéf: Voják s Pannou Marií, Hütteldorfer Pfarrkirche